# Trans-kaspiske jernbane
Den Trans-Kaspiske Jernbane (også kaldet den Centralasiatiske Jernbane, russisk: Среднеазиатская железная дорога) er en jernbane, der følger ruten for Silkevejen gennem meget af det vestlige Centralasien. Det blev bygget af det russiske imperium under dens ekspansion i Centralasien i det 19. århundrede. Jernbanen blev påbegyndt i 1879 efter det russiske nederlag ved Khokand. Oprindeligt tjente den det militære formål at lette den kejserlige russiske hær i aktioner mod den lokale modstand mod deres styre. Men da Lord Curzon besøgte jernbanen, bemærkede han, at han mente, at dens betydning gik ud over lokal militær kontrol og truede britiske interesser i Asien.

## Historie

### Konstruktion
Byggeriet begyndte i 1879 af en smalsporsjernbane til Gyzylarbat i forbindelse med den russiske erobring af Transkaspien under general Mikhail Skobelev. Den blev hurtigt ændret til det russiske standardmål på fem fod, og konstruktionen til Ashkabad og Merv (nu Mary) blev gennemført under general Michael Nicolaivitch Annenkoff i 1886. Oprindeligt begyndte linjen fra Uzun-Ada ved Det Kaspiske Hav, men endestationen blev senere flyttet nordpå til havnen i Krasnovodsk. Jernbanen nåede Samarkand via Bokhara i 1888, hvor byggeriet blev standset i ti år, indtil jernbanen blev forlænget til Tasjkent og Andijan i 1898. Den permanente bro over Oxus (Amu-Darja) blev først færdiggjort i 1901, og indtil da løb togene over en utilstrækkelig trækonstruktion, der ofte blev beskadiget af oversvømmelser. Allerede i 1905 blev der indsat en togfærge over Det Kaspiske Hav fra Krasnovodsk til Baku i Aserbajdsjan. Tashkent-jernbanen, der forbinder den transkaspiske militærbane med netværket af andre russiske og europæiske jernbaner, blev afsluttet i 1906.

### Økonomiske konsekvenser
Jernbanen tillod en massiv stigning i mængden af bomuld, der eksporteredes fra regionen. Mængden steg fra 873.092 pud i 1888 til 3.588.025 i 1893. Også sukker, petroleum, træ, jern og byggemateriale blev importeret til området. Disse stigende handelstal blev brugt af generalguvernøren Nikolai Rozenbakh til at argumentere for forlængelsen til Tasjkent, og købmanden N.I. Reshetnikov tilbød private midler til samme formål.

### Revolution og borgerkrig
Jernbanen var det vigtigste kommunikationsmiddel i området, og arbejderne på jernbanen blev nøgleaktivister under den russiske revolution. Det var 30 jernbanearbejdere, der grundlagde Tasjkent-sovjetten den 2. marts 1917. De besluttede, at administrationen af jernbanen skulle overføres væk fra Ashkhabad og sendte kommissær Frolov til byen, hvilken beslutning viste sig at være upopulær. Til gengæld indledte jernbanearbejdere langs den vestlige ende af jernbanen en bevægelse væk fra den bolsjevikiske Tasjkent, og oprettede Ashkhabad-eksekutivkomitéen den 14. juli 1918.
Både jernbane og arbejdstagere spillede også en vigtig rolle i den russiske borgerkrig. Tropper fra den britiske indiske hær deltog i nogle af kampene langs jernbanelinjen. Tasjkent var en vigtig bastion for Den Røde Garde.

### Under Sovjetunionen
Under Sovjetperioden og derfra blev jernbanen administreret fra Tasjkent.

## Rute
Jernbanen starter ved den østlige kyst af Kaspiske Hav ved Turkmenbashi (Krasnovodsk) og går mod sydøst, langs kanten af Karakum-ørkenen. Det vigtige knudepunkt på rute- og lokomotivførestedet ligger i Bereket by (tidligere Gazandjyk) omkring 340 km mod øst. Også på dette tidspunkt skærer den trans-kaspiske jernbane den nybyggede nord-syd-tværnationale jernbane, der forbinder Rusland, Kasakhstan, Turkmenistan, Iran og slutter ved den Persiske Bugt. Efter Bereket løber ruten parallelt med Karakum-kanalen. Den passerer gennem Ashgabat (Ashkhabad) og fortsætter mod sydøst, følger Kopet Dagh-bjergene og passerer gennem Tejen. Ved Tejen afgrener en moderne jernbaneforbindelse ud til den iranske grænse ved Serakhs og derfra til Mashhad i Iran. Fra Tedzhen leder Den Trans-kaspiske jernbane nordøst gennem Mary (Merv), hvor en grenlinje bygget i 1890'erne fører til den afghanske grænse ved Serhetabat, og hovedlinjen fortsætter til Turkmenabat (Chärjew). Derfra forbinder en gren bygget i sovjetperioden nordvest mod Urgentj og videre til Kasakhstan og Rusland.
Hovedlinjen fortsætter fra Turkmenabat gennem Bokhara (hvor en grenlinje bygget i 1910 fører til Termez og Dushanbe) og fortsætter derefter til Samarkand. Fra Sirdaryo, hvor den krydser floden Syr-Darja, løber en gren øst ind i den frugtbare Fergana-dal. Derfra fortsætter jernbanen til Tasjkent. Der kører en anden nordvestbundet linje til Kasakhstan, som grener ved Arys, der danner Den Turkestan-Sibiriske Jernbane til Novosibirsk.